# Ace Impact
Ace Impact, né en 2020 est un cheval de course pur-sang, lauréat du Prix de l'Arc de Triomphe en 2023, et élu cheval de l'année en Europe la même année.

## Carrière de courses
Acquis aux ventes de yearlings de Deauville pour 75 000 €, Ace Impact connait une trajectoire atypique pour un poulain classique, puisqu'il débute à Cagnes-sur-Mer au mois de janvier de ses 3 ans. Une victoire facile, et puis une deuxième début avril du côté de Bordeaux-Le-Bouscat dans une course à conditions. Ace Impact se produit pour la première fois en région parisienne dans le Prix de Suresnes, une Listed préparatoire au Prix du Jockey Club, dans laquelle il fait grosse impression, s'imposant sur une simple accélération. Le voilà au départ du Jockey-Club, parmi l'opposition au favori Big Rock, le vainqueur de la Poule d'Essai des Poulains. Celui-ci, comme à son habitude, prend le train à son compte et durcit la course, faisant figure de potentiel lauréat à l'entrée de la ligne droite. Quand soudain Ace Impact enclenche tout à l'extérieur, passe le peloton en revue en quelques foulées et dépose Big Rock pour s'envoler vers une victoire éblouissante, record de la course à la clé.
Ace Impact fait une semi-rentrée dans le Prix Guillaume d'Ornano, à Deauville, paré d'une nouvelle casaque, puisque le Haras de la Gousserie a acquis la moitié du poulain en vue de sa carrière d'étalon pour une somme estimée à 6 millions d'euros. Il s'impose nettement, mais sans s'envoler. Mais l'objectif est ailleurs : c'est le Prix de l'Arc de Triomphe. Dans cette perspective Jean-Claude Rouget, son entraîneur, décide de tout miser sur la fraîcheur de son cheval et fait l'impasse sur deux préparatoires possibles, les Irish Champion Stakes ou le Prix Niel. Dans le Prix de l'Arc de Triomphe, il affronte notamment deux redoutables chevaux d'âge anglais, Westover et Hukum, mais aussi Feed The Flame, son rival au titre de meilleur 3 ans français. Nerveux au rond de présentation, le poulain se calme au canter et réalise encore un époustouflant numéro : comme dans le Jockey-Club, il s'annonce tout en dehors et double ses concurrents au prix d'une formidable accélération, s'imposant avec un style qui n'est pas sans rappeler celui d'un Dancing Brave, lui aussi venu tout l'extérieur en 1986. Ace Impact l'emporte en crack, préserve son invincibilité et devient le premier poulain à gagner la même année le Prix du Jockey Club new look (sur 2 100 mètres) et l'Arc. Son rating officiel de 128 fait de lui le meilleur 3 ans du monde en 2023, et le deuxième meilleur cheval du monde, à égalité avec le 5 ans anglais Mostahdaf, derrière le 4 ans japonais Equinox. Quelques jours plus tard, après qu'une participation à la Japan Cup et un match face à Equinox ont été un temps envisagée, l'entourage d'Ace Impact annonce que le poulain ne sera plus revu en piste et rejoint le haras, après avoir triomphé aux Cartier Racing Awards, sacré meilleur 3 ans européen et surtout cheval de l'année en Europe en 2023.

### Résumé de carrière
| Date        | Hippodrome     | Pays        | Course                    | Statut      | Distance    | Jockey          | Place       | Écart       | Vainqueur ou deuxième |
| 2023, 3 ans | 2023, 3 ans    | 2023, 3 ans | 2023, 3 ans               | 2023, 3 ans | 2023, 3 ans | 2023, 3 ans     | 2023, 3 ans | 2023, 3 ans | 2023, 3 ans           |
| ----------- | -------------- | ----------- | ------------------------- | ----------- | ----------- | --------------- | ----------- | ----------- | --------------------- |
| 26 janvier  | Cagnes-sur-Mer | France      | Prix du Suquet            | inédits     | 2 000 m     | Cristian Demuro | 1er / 10    | 3 ½         | Axiome                |
| 2 avril     | Le Bouscat     | France      | Prix Jacques Dogny        | Conditions  | 1 900 m     | Cristian Demuro | 1er / 7     | 2           | Perama                |
| 4 mai       | Chantilly      | France      | Prix de Suresnes          | Listed      | 1 600 m     | Cristian Demuro | 1er / 8     | 1 3⁄4       | Maniatic              |
| 4 juin      | Chantilly      | France      | Prix du Jockey Club       | Gr. 1       | 2 100 m     | Cristian Demuro | 1er / 11    | 3 ½         | Big Rock              |
| 15 août     | Deauville      | France      | Prix Guillaume d'Ornano   | Gr. 2       | 2 000 m     | Cristian Demuro | 1er / 8     | 3/4         | Al Riffa              |
| 1er octobre | Longchamp      | France      | Prix de l'Arc de Triomphe | Gr. 1       | 2 400 m     | Cristian Demuro | 1er / 15    | 1 3⁄4       | Westover              |

## Au haras
Ace Impact effectue sa première année de monte au Haras de Beaumont, au tarif de 40 000 € la saillie.

## Origines
Ace Impact est issu de la première génération en piste du champion Cracksman, double vainqueur des Champion Stakes, qui faisait la monte à £ 25 000 pour ses débuts. Ses exploits ont valu à son père le titre de tête de liste des étalons en France en 2023, ses gains représentant 91 % des gains de sa progéniture cette année-là.
La famille maternelle est relativement modeste, mais la mère, Absolutly Me, qui s'est placée dans une Listed de province, a produit un autre cheval de groupe avec Arrow Eagle (par Gleneagles), vainqueur du Grand Prix de Chantilly et du Prix d'Hédouville.

### Pedigree
| Origines de Ace Impact (IRE), mâle bai né en 2020 | Origines de Ace Impact (IRE), mâle bai né en 2020 | Origines de Ace Impact (IRE), mâle bai né en 2020 | Origines de Ace Impact (IRE), mâle bai né en 2020 |
| ------------------------------------------------- | ------------------------------------------------- | ------------------------------------------------- | ------------------------------------------------- |
| Père Cracksman                                    | Frankel                                           | Galileo                                           | Sadler's Wells                                    |
| Père Cracksman                                    | Frankel                                           | Galileo                                           | Urban Sea                                         |
| Père Cracksman                                    | Frankel                                           | Kind                                              | Danehill                                          |
| Père Cracksman                                    | Frankel                                           | Kind                                              | Rainbow Lake                                      |
| Père Cracksman                                    | Rhadegunda                                        | Pivotal                                           | Polar Falcon                                      |
| Père Cracksman                                    | Rhadegunda                                        | Pivotal                                           | Fearless Revival                                  |
| Père Cracksman                                    | Rhadegunda                                        | St Ragegund                                       | Green Desert                                      |
| Père Cracksman                                    | Rhadegunda                                        | St Ragegund                                       | On The House                                      |
| Mère Absolutly Me                                 | Anabaa Blue                                       | Anabaa                                            | Danzig                                            |
| Mère Absolutly Me                                 | Anabaa Blue                                       | Anabaa                                            | Balbonella                                        |
| Mère Absolutly Me                                 | Anabaa Blue                                       | Allez Les Trois                                   | Riverman                                          |
| Mère Absolutly Me                                 | Anabaa Blue                                       | Allez Les Trois                                   | Allegretta                                        |
| Mère Absolutly Me                                 | Tadawul                                           | Diesis                                            | Sharpen Up                                        |
| Mère Absolutly Me                                 | Tadawul                                           | Diesis                                            | Doubly Sure                                       |
| Mère Absolutly Me                                 | Tadawul                                           | Barakat                                           | Bustino                                           |
| Mère Absolutly Me                                 | Tadawul                                           | Barakat                                           | Rosia Bay (famille 12-b)                          |